# Tony Abbott
Anthony John „Tony“ Abbott (* 4. listopadu 1957, Londýn, Spojené království) byl v letech 2013 až 2015 australským premiérem a vůdcem pravostředové Liberální strany Austrálie. Pod jeho vedením strana vyhrála volby v září 2013, v nichž získala spolu s koaliční Australskou národní stranou absolutní většinu v dolní komoře australského parlamentu a Tony Abbott se stal 18. září 28. australským premiérem. 14. září 2015 ho v čele země a strany po vnitrostranickém hlasování vystřídal Malcolm Turnbull.
Dříve už byl ve vládě Johna Howarda, a to od 21. října 1998 do 7. října 2003 jako ministr pro zaměstnanost, vztahy na pracovišti a drobné podnikání a od 7. října 2003 do 3. prosince 2007 jako ministr pro zdraví a stáří.
Je přesvědčením katolický konzervativec a to do té míry, že opustil kněžský seminář, protože se mu zdál příliš liberální.
Vystudoval politiku a filosofii na Oxfordské universitě. Protože začal také studium s cílem stát se římskokatolickým knězem, které nedokončil, je mu někdy přezdíváno „šílený mnich“. Se svojí manželkou Margaret má tři dcery, které se jmenují Luise, Bridget a Frances.

## Dílo
- The Minimal Monarchy: and why it still makes sense for Australia. Kent Town South Australia: Wakefield Press. ISBN 1-86254-358-5.
- How to Win the Constitutional War: and give both sides what they want. Kent Town South Australia: Wakefield Press. ISBN 1-86254-433-6.
- Battlelines. Carlton Victoria Australia: Melbourne University Press. ISBN 978-0-522-85606-4.
- A Strong Australia. Liberal Party of Australia. ISBN 978-0-646-59033-2.